# Tin Andersén Axell
Tin Kerstin Eriksdotter Andersén Axell, ursprungligen Kerstin Eriksdotter Bellander, född 10 april 1930 i Sankt Matteus församling i Stockholm, är en svensk kostymtecknare och författare.

## Biografi
Tin Andersén Axell är dotter till försäkringsdirektören Carl Erik Bellander och Kristina Block. Hon har genomgått reklam- och dekorutbildning på Konstfack samt läst dräkthistoria vid Stockholms högskola och i Paris. Hon har verkat som reklamtecknare och kostymtecknare och har bland annat arbetat med scenografi och kostymer åt Karl Gerhard. Hon gav ut boken Clara Schumann och hennes tre män (1997). Vidare gav hon ut en roman om Greta Garbo med titeln Djävla älskade unge! (2005), som bygger på en brevväxling mellan Mimi Pollak och Greta Garbo. Andersén Axell tilldelades årets Garbopris av Garbosällskapet i Högsby 2019. Hon har också verkat som konstnär och dokumentära filmen Tin 79 handlar om hennes måleri från 1971 till 1979, vilket ställdes ut på Galleri Prisma 1980.
Hon var 1957–1992 gift med skådespelaren Tord Andersén (1919–2003) och fick en dotter 1958. Sedan var hon gift med läkaren Kaj Axell (1928–2007) från 1992 till hans död. Hon har bland annat bott i Stockholm, Schweiz och Kalmar.

## Filmografi

### Som kostymör
- 1982 – Ingenjör Andrées luftfärd
- 1985 – Rid i natt! (TV-serie)
- 1986 – Gösta Berlings saga
- 1988 – Snabbare än ögat
- 1989 – Eurocops (TV-serie)
- 1990 – Der Berg
- 1993 – Macklean (TV-serie)